# Секст Октавий Фронтон
Секст Октавий Фронтон (лат. Sextus Octavius Fronto) — римский политический деятель второй половины I века.
О происхождении Фронтона нет никаких сведений. В 86 году он занимал должность консула-суффекта. В том же году Фронтон был назначен легатом I Вспомогательного легиона. В 92 году он находился на посту легата пропретора провинции Нижняя Мёзия. Дальнейшая биография Фронтона не известна.